# Lessebo (commune)
La commune de Lessebo est une commune suédoise du comté de Kronoberg. 8 198 personnes y vivent. Son siège se situe à Lessebo.

## Localités
- Hovmantorp
- Kosta
- Lessebo
- Skruv